# Dobro Polje, Crna Trava
Dobro Polje (izvirno srbsko Добро Поље) je naselje v Srbiji, ki upravno spada pod Občino Crna Trava; slednja pa je del Jablaniškega upravnega okraja.

## Demografija
V naselju živi 16 polnoletnih prebivalcev, pri čemer je njihova povprečna starost 63,2 let (53,2 pri moških in 70,9 pri ženskah). Naselje ima 11 gospodinjstev, pri čemer je povprečno število članov na gospodinjstvo 1,45.
To naselje je popolnoma srbsko (glede na rezultate popisa iz leta 2002).
|  |

| Demografija | Demografija     | Demografija     |
| Leto        | Št. prebivalcev | Št. prebivalcev |
| ----------- | --------------- | --------------- |
|             |                 |                 |
|             |                 |                 |
|             |                 |                 |
|             |                 |                 |
| 1948        | 421             |                 |
| 1953        | 370             |                 |
| 1961        | 358             |                 |
| 1971        | 200             |                 |
| 1981        | 104             |                 |
| 1991        | 45              | 45              |
| 2002        | 18              | 16              |
|             |                 |                 |

| Etnična sestava po popisu iz leta 2002 | Etnična sestava po popisu iz leta 2002 | Etnična sestava po popisu iz leta 2002 | Etnična sestava po popisu iz leta 2002 | Etnična sestava po popisu iz leta 2002 |
| -------------------------------------- | -------------------------------------- | -------------------------------------- | -------------------------------------- | -------------------------------------- |
| Srbi                                   | Srbi                                   |                                        | 16                                     | 100,0%                                 |
| Neznano                                | Neznano                                |                                        | 0                                      | 0,0%                                   |